# باتريشيا كاستانيدا
باتريشيا كاستانيدا (بالإسبانية: Patricia Castañeda)‏ هي ممثلة كولومبية، ولدت في 16 فبراير 1972 في مدينة كالي في كولومبيا.

## وصلات خارجية
- باتريشيا كاستانيدا على موقع IMDb (الإنجليزية)
- باتريشيا كاستانيدا على موقع قاعدة بيانات الفيلم (الإنجليزية)